# Amen Break
Der Amen Break ist ein Sample aus dem Instrumentalstück Amen, Brother der Soulband The Winstons von 1969. Es handelt sich um ein kurzes Solo des Schlagzeugers Gregory C. Coleman in der Mitte des Songs. Der Break ist vier Takte lang, dauert sechs Sekunden und ist für einen Funkbreak mit etwa 130 bpm relativ schnell.

## Hintergrund
Der Amen-Break ist eines der am häufigsten genutzten Samples in der Geschichte des Hip-Hop und der elektronischen Musik und wurde bereits in über 6.600 Liedern verwendet. Zu den ersten Künstlern, die den Amen-Break bereits 1986 verwendet haben, gehören Steady B mit Stupid Fresh, Salt ’n’ Pepa mit I Desire und Stetsasonic mit Bust That Groove.
Das Lied Amen Break ist Teil der ersten Ausgabe Ultimate Breaks & Beats von 1986 und wurde auf diesem Weg rasch verbreitet. Die Compilation-Reihe enthält Funk- und Soul-Lieder und ist Grundlage für zahlreiche Samples.
Den Bandmitgliedern war die Verwendung und der Erfolg des Samples nicht bekannt. Sänger Richard Lewis Spencer erfuhr erst Mitte der Neunziger davon, als sich jemand telefonisch um die Rechte an dem Song bemühte.
Durch eine im Februar 2015 gestartete Crowdfunding-Aktion war es im November desselben Jahres möglich, Spencer eine Summe von 24.000 US-Dollar zu überreichen. Der Urheber des Amen Break, Schlagzeuger Gregory Coleman, war 2006 in Obdachlosigkeit verstorben. Spencer starb im Jahr 2020.
Der kraftvolle und dabei relativ dumpfe Klang der Schlagzeugaufnahme und der einprägsame, synkopierte Rhythmus machen das Sample besonders brauchbar, um in höherem Tempo abgespielt zu werden, beispielsweise indem eine 33 1⁄3-min−1-Schallplatte mit einer Drehzahl von 45 min−1 abgespielt wird. Das effektive Tempo liegt dann bei einer Schlaganzahl von etwa 175 min−1. Breakbeats und der Amen Break im Speziellen sind die Grundlage der Jungle-Musik, aus der später Drum and Bass entstand. Vor allem anfangs enthielt nahezu jedes Jungle-Stück den Amen Break in mehr oder weniger erkennbarer Form, aber auch noch heute wird er immer wieder eingesetzt. Das Tempo von 175 bpm des schneller abgespielten Breaks ist auch immer noch das gängige Tempo im Drum and Bass.

Notation des Amen Breaks mit Hi-Hat/Crash, Snaredrum, Bassdrum (v. o. n. u.)
Heutzutage wird der Amen Break nicht mehr einfach nur schneller abgespielt, sondern in einzelne kurze Samples zerteilt, die dann neu angeordnet werden können. Besonders die durchgängig klingenden Becken erzeugen hierbei einen reizvollen Effekt. Dabei werden die Samples (auch unabhängig voneinander) mit unterschiedlichen Verfremdungseffekten bearbeitet und mit verschiedenen Tonhöhen (pitches) wiedergegeben. Zum Teil werden die Samples auch mit anderen Schlagzeug-Samples kombiniert. Trotzdem hat der Amen Break wegen seines charakteristischen Klangs einen hohen Wiedererkennungswert. Die beschriebene Technik wird im Drum and Bass und anderen Stilen der elektronischen Musik auch für andere Schlagzeug-Breaks verwendet. Es kann davon ausgegangen werden, dass insbesondere im Jungle und Drum and Bass – aber auch in anderen Stilen wie Breakcore – der Amen Break zigtausendfach verwendet wurde.